# Un clandestino a bordo
Un clandestino a bordo è un saggio dell'autrice italiana Dacia Maraini del 1996.

## Contenuto
Il libro è diviso in due parti. La prima, Lettera sull'aborto, è una lettera aperta indirizzata ad Enzo Siciliano e pubblicata sul numero di gennaio-marzo 1996 della rivista Nuovi Argomenti. La seconda, Corpo a corpo, a sua volta suddivisa in sette capitoli, era inedita.

### Lettera sull'aborto
L'autrice traccia un parallelismo tra l'esperienza della gravidanza e la vicenda del racconto di Joseph Conrad The Secret Sharer, in cui il capitano di una nave scopre un clandestino a bordo dell'imbarcazione che comanda e decide di proteggerlo sino al momento dello sbarco. Ricorda di aver avuto un aborto spontaneo quando era al settimo mese e, pur rivendicando la giustezza della battaglia per legalizzare l'interruzione volontaria di gravidanza, si chiede se la sua necessità non sia dovuta, in ultima analisi, al mondo in cui una società dominata dagli uomini si rapporta alla maternità.

### Corpo a corpo

#### La parola corpo
Partendo dall'etimologia della parola "corpo", l'autrice riflette sul fatto che ad una donna, per essere considerata bella, è richiesto di avere un corpo perfetto.

#### Corpo di bambina
L'autrice, vedendo delle ragazzine in ghingheri, con abiti e calzature sexy ma scomode, riflette sulla necessità di apparire belle e desiderabili agli occhi degli uomini fin da quando provano i primi appetiti sessuali.

#### Corpo pornografico
L'autrice considera se la pornografia scritta da mani femminili sia in qualche modo di maggior valore artistico e da lì passa a rievocare il mito pelasgico della dea creatrice Eurinome e la trasformazione delle divinità femminili della terra nelle Madonne nere venerate in ambito cristiano.

#### Corpo diviso, corpo doppio
L'autrice dichiara che,da quando le donne hanno avuto diritto di parola, se continuano ad usare il più antico linguaggio del corpo mettendo in mostra le proprie grazie fisiche, è fatale che quest'ultimo abbia il sopravvento.

#### Corpo in vetrina
A partire da una prostituta seduta nella vetrina di un bordello di Amsterdam, l'autrice analizza la contraddizione in cui cadono le femministe stesse quando si occupano del fenomeno della prostituzione: difeso se segno di autodeterminazione della donna, condannato in quanto svalutazione del corpo femminile.

#### Corpo violato
L'autrice racconta di aver rischiato di essere stuprata da un conoscente col quale era uscita a cena e considera il diverso atteggiamento dell'uomo e della donna nel rapporto di coppia, orientato rispettivamente più verso il sesso e verso il sentimento.

#### Corpo felice
L'autrice si chiede quale sia la possibilità per una donna di essere felice col proprio corpo. Sulla base delle opere di artiste come Frida Kahlo e Jane Austen, si domanda se questa felicità non sia, paradossalmente, scissa dalla sessualità.

## Edizioni
- Dacia Maraini, Un clandestino a bordo, Milano, Rizzoli, 1996, ISBN 88-17-84465-9.
- Dacia Maraini, Un clandestino a bordo, Milano, Club degli Editori, 1996.
- Dacia Maraini, Un clandestino a bordo, Milano, Rizzoli, 2002, ISBN 88-17-87128-1.